# Shadow Labyrinth
Shadow Labyrinth est un jeu vidéo d'action et de plates-formes développé par Bandai Namco Studios et édité par Bandai Namco Entertainment, sorti le 18 juillet 2025 sur PlayStation 5, Xbox Series X/S, Nintendo Switch, Nintendo Switch 2, et Microsoft Windows via Steam.
Il fait partie de la franchise Pac-Man et paraît dans l'épisode Circle de la série télévisée Secret Level (2024).

## Système de jeu
Shadow Labyrinth est un jeu d'action-aventure en 2D. Le personnage jouable est une figure connue sous le nom de « L'Épéiste », guidé à travers un gigantesque « labyrinthe » par un orbe appelé « Puck ». Tout au long du jeu, le joueur explore le labyrinthe tout en affrontant des monstres. Le joueur peut également acquérir de nouvelles compétences et des objets,. Plusieurs journalistes ont qualifié le jeu de metroidvania lors de son annonce,,.

## Développement
Le développement de Shadow Labyrinth débute en 2021. Bandai Namco Studios entreprend de créer le jeu avec pour objectif d'élargir le public de la franchise Pac-Man, traditionnellement perçue comme une franchise familiale, en proposant une entrée plus « sombre » et « dystopique » dans la série,. Les développeurs sont retournés aux concepts de base du premier jeu Pac-Man (1980), se concentrant sur « le concept du labyrinthe, la nécessité de manger et la façon dont la situation peut soudainement basculer ». En s'appuyant sur cette base, l'équipe à commencer à développer Shadow Labyrinth avec le moteur Unity.
L'équipe de développement comprend Seigo Aizawa en tant que réalisateur du jeu et producteur. Elle est rejointe par Katsuhiro Harada, le producteur de la franchise Tekken. En ce qui concerne la direction artistique, les concept art sont l'œuvre de Kazuma Koda qui avait déjà dessiné un monde post-apocalyptique pour Nier: Automata. La bande-son est composée par Katsuro Tajima, figure familière des jeux Namco.
Par ailleurs, il est annoncé en décembre 2024 que Shadow Labyrinth « illustre la nouvelle vision pour la franchise Pac-Man », qui sera révélée dans la série d'anthologie animée de Prime Video : Secret Level,.

## Commercialisation et sortie
Au cours du développement de Shadow Labyrinth, un épisode de Secret Level basé sur le titre est créé pour promouvoir le jeu et lui servir en tant que préquelle. Au cours du développement de cet épisode, le créateur de la série Tim Miller a eu droit à un aperçu du jeu et a commenté ses différences par rapport à un jeu Pac-Man traditionnel[Lesquelles ?],. Le jeu est dévoilé lors des Game Awards 2024,, et sa sortie est annoncée pour 2025 sur PlayStation 5, Xbox Series X/S, Nintendo Switch, et Microsoft Windows via Steam. Ce jeu fait partie de la célébration du 45e anniversaire de la franchise Pac-Man.